# Clan Katō
Per clan Katō (加藤氏?, Katō-shi) fu un clan di samurai del Giappone della provincia di Mino discendenti di Fujiwara no Kagemichi. Con un reddito di 60.000 Koku i Katō erano il più grande Tozama daimyō del periodo Edo.

## Storia

mon dei Katō-Mitsuyasu

I clan Katō era suddiviso in due rami principali, il ramo Mitsuyasu e il ramo Yoshiakira, ed entrambi hanno come antenato comune Katō Kagekado (景廉, morto 1221). 

### Ramo Mitsuyasu-Mino
Discendenti di Fujiwara no Kagemichi
- Mitsuyasu (光泰; 1537-1595) servì prima Oda Nobunaga, poi Toyotomi Hideyoshi, che gli diede il dominio Takashima (provincia di Ōmi) da 20.000 Koku. Nel 1590 il suo reddito fu aumentato a 240.000 Koku nella provincia di Kai. Mitsuyasu morì durante la campagna coreana.
- Sadayasu (定泰; 1581-1624), figlio di Mitsuyasu, ricevette dopo la sua morte il castello di Kurono (Mino) da 40.000 koku. Nel 1610 fu trasferito a Yonago (Hoki), poi nel 1617 a Ōzu (Iyo), dove i suoi discendenti rimasero fino al rinnovamento Meiji.

### Ramo Yoshiakara-Mikawa
Discendenti di Fujiwara no Uona

mon dei Katō-Yoshiakara

- Yoshiaki (嘉明; 1563–1631) fu prima servitore di Hideyoshi e comandò con Tōdō Takatora la flotta navale durante la campagna coreana. Al suo ritorno si unì a Ieyasu e partecipò alla battaglia di Sekigahara. Fu poi trasferito da Matsuzaki (Iyo) con 100.000 koku a successivamente a Matsuyama (Iyo) con 200.000 koku. Dopo la morte di Gamō Tadasato ricevette il dominio di Aizu da 400.000 koku.
- Akinari (明成) figlio di Yoshiaki fu deposto per il cattivo trattamento dei suoi sudditi nel 1643.
- Akitomo (明友) figlio di Akinari, dopo la deposizione del padre in riconoscimento dei servizi del nonno Yoshiaki ricevette Yoshimizu (Iwami) da 10.000 koku. I suoi discendenti furono successivamente spostati nel 1682 a Minakuchi (Ōmi) da 20.000 koku, trasferito a Mibu (Shimotsuke) e infine a Minakuchi con 25.000 koku dove risiedettero fino al 1868. Divennero visconti dopo il rinnovamento Meiji.

mon dei Katō-Kiyomasa

### Ramo Kiyomasa-Owari
- Kiyomasa (清正; 1562-1611) importante generale di Toyotomi Hideyoshi partecipò alla battaglia di Shizugatake e alla campagna coreana. Durante la battaglia di Sekigahara si unì a Tokugawa Ieyasu che lo ricompensò con il dominio di Kumamoto, 530.000 koku.
- Tadahiro (忠広; 1597-1653) figlio di Kiyomasa venne privato dei propri possedimenti dopo esser stato accusato di aver complottato per uccidere Tokugawa Iemitsu. Morì in esilio a Tsurugaoka (Dewa).